# Kościół pocysterski w Bad Doberan
Kościół pocysterski w Bad Doberan (niem. Bad Doberaner Münster) – powstał jako kościół klasztorny zakonu cystersów w Bad Doberan pomiędzy końcem XIII w. a 1368 w miejscu starszej budowli. Jest to trzynawowa bazylika z trzynawowym transeptem, prezbiterium i wieńcem kaplic w obejściu. Jako wzór budowlany posłużył kościół Mariacki w Lubece, jednak formę uproszczono – zrezygnowano z pary wież zachodnich i z zewnętrznych łęków oporowych. Dodano za to transept, którego nie ma kościół w Lubece. Na przecięciu naw wznosi się, charakterystyczna dla architektury cysterskiej, smukła sygnaturka, wysoka na 72 m.
W XIV w. kościół w Bad Doberan otrzymał cenne, zachowane do dziś, średniowieczne wyposażenie. Należy do niego ołtarz szafiasty z ok. 1300, dwustronnie rzeźbiony, jeden z najwcześniejszych znanych ołtarzy szafiastych w Niemczech. Drewniany ołtarz św. Krzyża z krucyfiksem wysokim na 15 m służył niegdyś jako przegroda pomiędzy częścią dla mnichów a częścią dla wiernych.
Z innych elementów wyposażenia kościoła wymienić należy: tabernakulum z 1370 (również jeden z najstarszych, zachowanych obiektów tego typu w Niemczech), drewnianą szafkę na kielichy z przełomu XIII i XIV w. i ołtarz Bożego Ciała Młynarzy.
W kościele zachowało się też kilka średniowiecznych nagrobków, m.in. nagrobek królowej Danii Małgorzaty (zm. 1282), podwójny nagrobek króla Szwecji Albrechta meklemburskiego i jego małżonki z pocz. XV w., czy nagrobek kanclerza Samuela von Behra z 1621, dzieło F. J. Dötebera i D. Wernera, w formie rzeźby jeźdźca pod baldachimem.

## Historia

### Münster jako kościół klasztorny

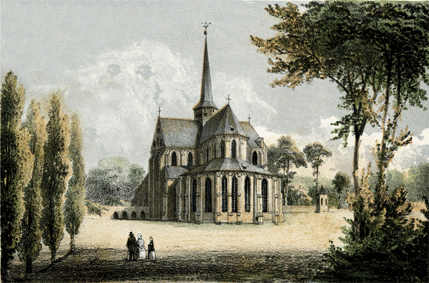
Kościół ok. 1840

Książę Przybysław po przyjęciu w 1164 wiary chrześcijańskiej zezwolił pierwszemu biskupowi Schwerin, Berno na założenie klasztoru. Dokonało się to poprzez nadanie mnichom z klasztoru Amelungsborn w Dolnej Saksonii wioski Weserbergland in Althof w pobliżu Bad Doberan. W 1171 mnisi założyli klasztor, który wkrótce dzięki hojnym darowiznom wszedł w posiadanie znacznego majątku ziemskiego. Założony klasztor był pierwszym na terenie Meklemburgii. Książę Przybysław zmarł w 1178 a klasztor został już w roku następnym zniszczony w następstwie gwałtownych walk o tron, podczas których zginęło 78 ludzi. W Althof, dziś część Bad Doberan, zachowały się resztki zabudowań gospodarczych ówczesnego klasztoru. W 1186 zasiedlono ponownie Bad Doberan i odbudowano klasztor.
W 1232 powstała na terenie klasztoru niewielka romańska budowla, zastąpiona w XIII w. przez nowy kościół klasztorny. Jego budowę rozpoczęto w 1280 poprzez dobudowanie nowego korpusu do zachowanego fragmentu romańskiej świątyni. Ok. 1297 gotycka budowla w stanie surowym była gotowa i zadaszona. Ok. 1300 gotowy był ołtarz główny, w 1301 poświęcono pierwszy dzwon z brązu a dziewięć lat później ukończono wyposażenie prezbiterium. W 1368 konsekrowano klasztor. Stał się w okresie średniowiecza najważniejszym miejscem pochówku książąt meklemburskich, co jeszcze bardziej podkreślało jego polityczne znaczenie.

### Sekularyzacja po nastaniu reformacji
Reformacja i nauki Marcina Lutra szybko znalazły zwolenników również na terenie Meklemburgii. Do najwybitniejszych zwolenników nowej wiary należeli meklemburscy książęta Henryk V Meklemburski i Albrecht VII Meklemburski. Ten ostatni powrócił jednak wkrótce do katolicyzmu, podczas gdy jego brat Henryk V przyjął nowe wyznanie i w 1526 przystąpił do Torgauer Bund, ugrupowania książąt protestanckich na terenie Świętego Cesarstwa Rzymskiego Narodu Niemieckiego, kwestionujących postanowienia Edyktu wormackiego z 1521, skazującego na banicję Marcina Lutra i jego zwolenników.
Otwarty konflikt między braćmi doprowadził 7 maja 1520 do podziału księstwa Meklemburgii na dwie części: Schwerin i Güstrow. Klasztor w Bad Doberan znalazł się pod panowaniem Schwerin, podlegającym księciu Henrykowi V, który do wsparcia reformacji wezwał w 1521 Joachima Slütera z Uniwersytetu w Rostocku. Poprzez Slütera nawiązał on ścisły kontakt z Wittenbergą. To Slüter był tym, który pchnął naprzód dzieło reformacji w Meklemburgii. Klasztor w Bad Doberan znajdował się pod ochroną księcia. Podczas wizytacji zainicjowanej w 1552 przez księcia Johanna Albrechta I Meklemburskiego opublikowano zrewidowany luterański kodeks kościelny, który m.in. regulował sprawy sekularyzacji klasztorów w księstwie oraz wcielenie ich majątków do posiadłości księcia. W ten sposób dobiegła końca epoka klasztorna w dziejach klasztoru w Bad Doberan, choć w 1530 zdążył on otrzymać z rąk Karola V potwierdzenie swych przywilejów. 7 marca 1552 doszło do ugody między piastującym urząd opatem Nikolausem Peperkornem a księciem. Opat potwierdził księciu, że przekazuje mu dobrowolnie klasztor wraz z posiadłościami. Opat ze swym nadal żyjącym bratem udali się z powrotem do siostrzanego klasztoru cystersów w Pelplinie. Jednak już wcześniej doszło do wyraźnego spadku znaczenia klasztoru w Bad Doberan, kiedy to jego duchową supremację przejął założony w 1419 uniwersytet w Rostocku. W Bad Doberan ustanowiono zarząd książęcy a klasztor przeszedł w posiadanie dowódcy książęcego Jürgena Rathenowa. Z klasztoru usunięto relikwie, doszło do zniszczenia jego zespołu. Książę Ulryk Meklemburski (1527-1603) postanowił ukrócić ten proceder i uratować klasztor. Wkrótce potem na polecenie jego małżonki, księżnej Elżbiety rozpoczęto renowację obiektu.
W 1564 ustanowiono Hermanna Kruse pierwszym ewangelickim proboszczem Bad Doberan a kościół klasztorny konsekrowano jako luterański kościół parafialny.

### Dzieje kościoła po wojnie trzydziestoletniej
Kościół i klasztor zniosły stosunkowo dobrze czas sekularyzacji, nie odnosząc większych uszkodzeń. Dopiero w 1637, podczas wojny trzydziestoletniej, zespół kościelno-klasztorny został splądrowany i zniszczony. Rok później rozpoczęły się prace zabezpieczające na dachu i we wnętrzu świątyni. Pod koniec wojny trzydziestoletniej niektóre budynki klasztorne zostały zburzone.
W latach 1883–1896 zespół klasztorny został na polecenie wielkiego księcia Fryderyka Franciszka II odrestaurowany w stylu neogotyckim przez Gotthilfa Ludwiga Möckela, który w już 1877 wyremontował klasztorne ossuarium. Malowidła wnętrz były dziełem Karla Christiana Andreae; zostały one usunięte na korzyść malowideł pierwotnych podczas kolejnych renowacji kościoła, jakie miały miejsce w XX w.

### Dzieje kościoła po drugiej wojnie światowej
Podczas drugiej wojny światowej zespół kościelno-klasztorny nie odniósł zniszczeń. W latach 70. i 80. XX w. przeszedł on generalne restauracje jako pomnik kultury narodowej o międzynarodowym znaczeniu artystycznym.
W latach 2002–2008, już w zjednoczonych Niemczech, miała miejsce kolejna, zakrojona na szeroką skalę restauracja. Postanowiono, że budynek kościoła, obok funkcji sakralnej będzie pełnił również rolę kulturalną (sala koncertowa, muzeum sztuki), jako że rocznie odwiedza go ok. 200 000 gości.
W 2009 odnowiono dachy na kaplicach i sklepienie nad emporą organową, wzmocniono więźbę dachową nad nawami bocznymi. Dzięki zebranym datkom odrestaurowano też ołtarz św. Krzyża.
Na 2010 zaplanowano konserwację i restaurację ołtarza głównego.

## Architektura

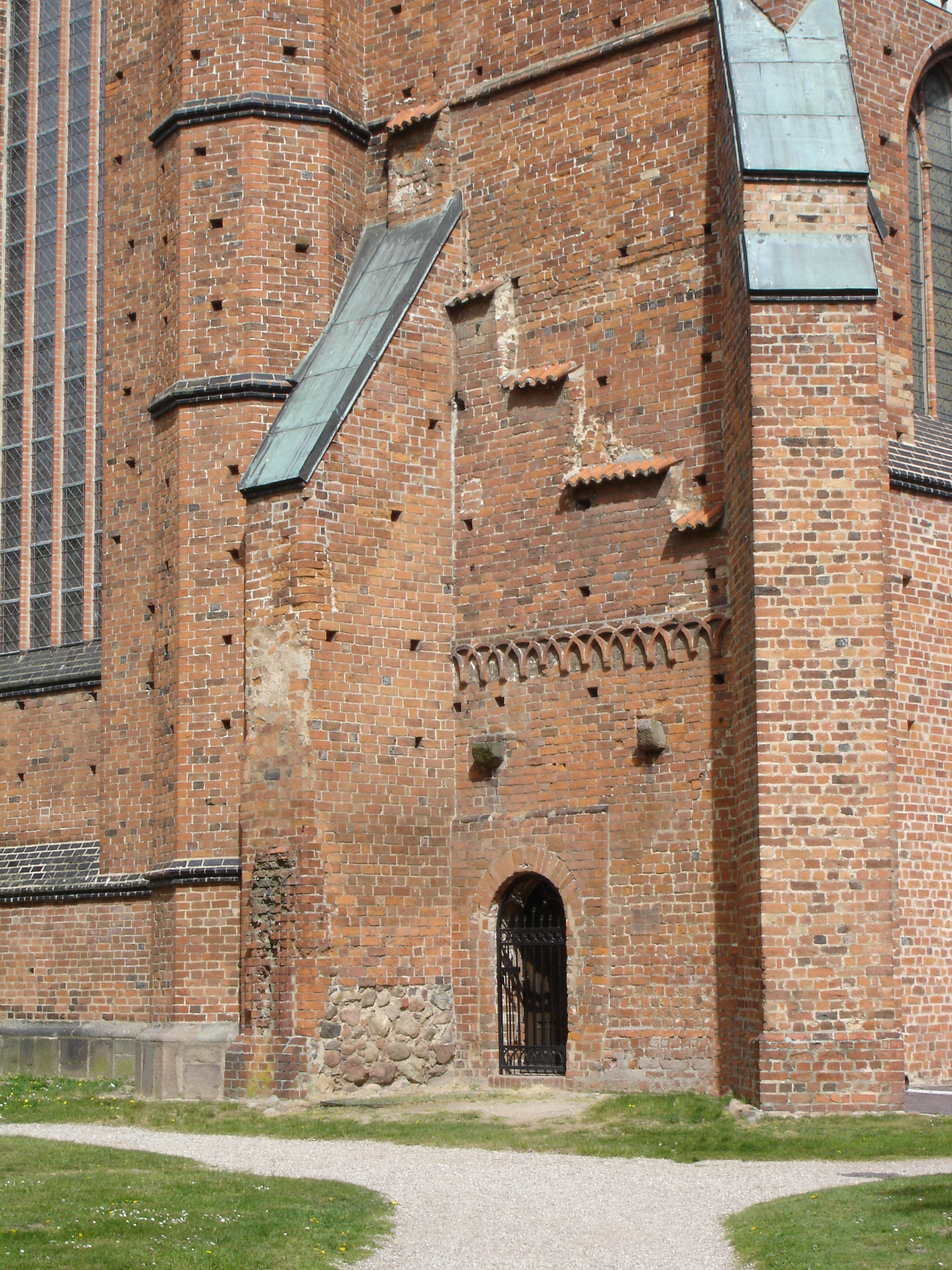
Romański fragment kościoła

Przykładami architektonicznymi dla powstającego kościoła klasztornego w Bad Doberan były: kościół Mariacki w Lubece, kościół św. Mikołaja w Stralsundzie i kościół Mariacki w Rostocku.
Nawa główna kościoła ma 11 m szerokości, 76 m długości wewnętrznej i wznosi się na wysokość 26 m nadając wnętrzu bardziej kameralny charakter, niż we wspomnianych kościołach, których sklepienia wznoszą się znacznie wyżej. Nawy boczne sięgają połowy wysokości nawy głównej. Bazylikową formę ma również transept. Kościół w Bad Doberan z założeniem na planie krzyża łacińskiego i poligonalnie zamkniętym prezbiterium z wieńcem pięciu kaplic stanowi przykład zmysłu formy i zasadniczych technicznych przemyśleń jego budowniczych. Zgodnie z regułą zakonu cystersów dotyczącą architektury kościół nie ma wieży zachodniej ani większych dzwonów a jedynie sygnaturkę, która swój obecny kształt zawdzięcza rekonstrukcji dokonanej pod koniec XIX w. przez Gotthilfa Ludwiga Möckela. Znajdują się w niej obecnie dwa dzwony o tonacjach fis i a. Większy dzwon został odlany ze stali w 1960, waży ok. 1100 kg i nosi inskrypcję: „Er ist unser Friede“ (pol. „On jest naszym pokojem“. Mniejszy dzwon, ważący 560 kg jest drugim najstarszym dzwonem swego rodzaju na terenie Meklemburgii; został odlany w 1301. Napis na nim (wytłoczony lombardzką majuskułą) głosi: „Im Jahre des Herrn 1301 wurde diese Glocke gegossen am ersten Dezember, unter dem Abt Johannes von Elbing“ („Pierwszego grudnia Roku Pańskiego 1301 dzwon ten został odlany, za opata Johannesa von Elbing“).
Za dzisiejszym portalem głównym, który zbudowany został w latach 1884-1891 rozciąga się kapitularz. Zachowała się też romańska ściana tęczowa z 1220. Nawa główna zamknięta jest od zachodu fasadą zwieńczoną dekoracyjnym, trójkątnym szczytem oraz flankowaną jedną boczną wieżyczką ze schodami w środku prowadzącymi z nawy bocznej na chór. Obecna forma fasady pochodzi z 1350. Na prawo od wieżyczki ze schodami znajdują się pozostałości romańskiego kościoła z łukowym portalem, arkadkowym fryzem i zachowaną połową szczytu schodkowego. Widniejąca w szczycie rozeta i proporcje wielkości sygnaturki w stosunku do całości budowli to również efekt wspomnianej XIX-wiecznej rekonstrukcji dokonanej przez Möckela.
Portal północny, pochodzący z ok. 1300 prowadził niegdyś na cmentarz zakonny. Na północ od niego znajduje się wczesnogotyckie ossuarium z 1250, w którym składano kości zmarłych mnichów zabierane z cmentarza. Ossuarium również było poddane kompleksowej restauracji w 1883, podczas której gruntownie przemalowano wczesnogotyckie malowidła ścienne, znajdujące się w jego wnętrzu. Dodana wówczas latarnia w formie małej, prześwitującej wieżyczki nad sklepieniem budynku jest obecnie zakryta przez dach namiotowy i widoczna tylko od wewnątrz.

## Wyposażenie

### Ołtarz główny

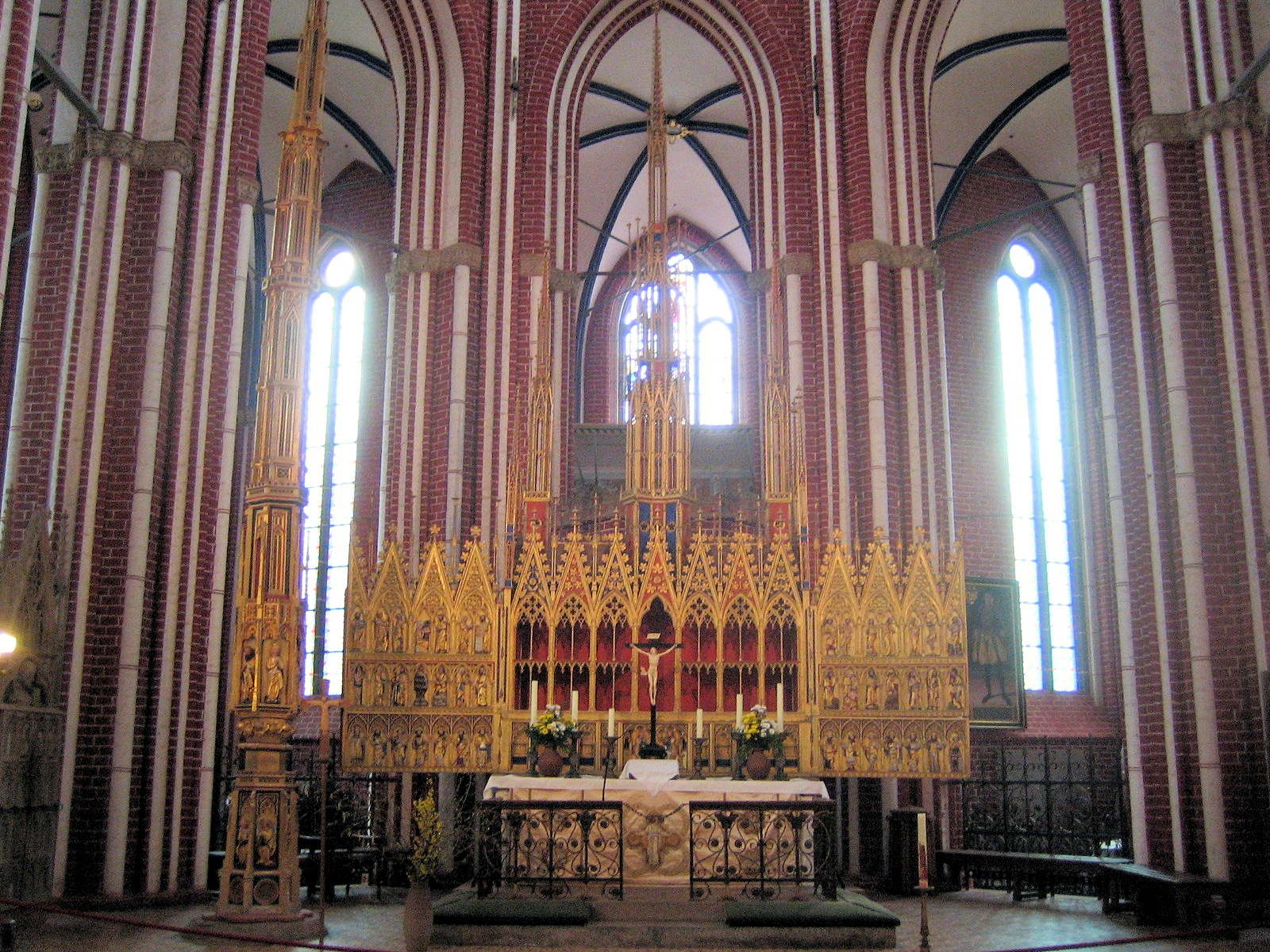
Ołtarz główny, sakramentarium i szafka na naczynia liturgiczne (po lewej).

Ołtarz główny (ok. 1300), wczesny przykład poliptyku jest najstarszym tego typu dziełem w historii sztuki. Ma on typowo historyczne pochodzenie: od kamiennej nastawy ołtarzowej z jednej strony i od relikwiarza z drugiej. Ołtarz ma, nie licząc pinaklowych wieżyczek, 4 m wysokości i był restaurowany, podobnie jak kościół, pod koniec XIX w. Część środkową ołtarza tworzy późnogotycki, siedmioosiowy rząd arkad ozdobiony wimpergami, zawierający niegdyś relikwie. Nad tą częścią wznoszą się trzy misternie profilowane wieżyczki w formie pinakli, z którymi ołtarz ma łącznie 6 m wysokości. Na górnych częściach skrzydeł ołtarza jest umieszczony rząd figur przedstawiających sceny ze Starego i Nowego Testamentu zgodnie z typologią biblijną. Figury przypominają elegancją pozy i ubioru te z katedr francuskich. Ich pochodzenie jest nierozstrzygnięte (lubeckie lub westfalsko-magdeburskie). Rząd figur w części dolnej ołtarza, przedstawiający kilku świętych i scenę koronacji Maryi, jest młodszej proweniencji (przed 1368) i różni się tak stylistycznie jak i treściowo od figur z części górnej.

### Sakramentarium
Z lewej strony ołtarza głównego stoi najstarsze sakramentarium w Niemczech. Ma ono formę gotyckiej wieży wysokiej na 11,6 m, pochodzi sprzed 1368 i zostało wyrzeźbione w drewnie dębowym. Styl figur (od dołu ku górze: postacie ze Starego Testamentu, postacie z Nowego Testamentu, święci) jest podobny do tych z ołtarza św. Krzyża.

### Szafka na naczynia liturgiczne
Do wybitnych dzieł sztuki składających się na średniowieczne wyposażenie kościoła należy
szafka na naczynia liturgiczne (ok. 1300), dziś znowu stojąca na swym pierwotnym miejscu po lewej stronie ołtarza głównego, za sakramentarium.
Z szesnastu pokrywających ją niegdyś reliefów do naszych czasów zachowały się tylko cztery. Szafka, która powstała prawdopodobnie tuż przed ołtarzem, stanowi najstarszy element wyposażenia kościoła. W dwudziestu znajdujących się w jej wnętrzu przegrodach przechowywano kiedyś naczynia liturgiczne używane do udzielania sakramentu eucharystii, przede wszystkim kielichy i pateny. O tym przeznaczeniu szafki informują zachowane inskrypcje, zarówno na jej tympanonie, jak również wyryte stare inskrypcje na wewnętrznej części jej drzwiczek, na których przedstawione są dwie starotestamentowe postacie, kojarzące się z eucharystią: Melchizedek z kielichem na lewym skrzydle, oraz na prawym Abel z barankiem, będącym zapowiedzią nowotestamentowego Baranka Bożego.
Obaj przynoszą oni dary Chrystusowi, którego popiersie umieszczono w bogato dekorowanym maswerkami tympanonie. Zbawiciel trzyma otwarta księgę, a prawą rękę unosi do góry, jakby w geście wezwania do szczególnej staranności w obchodzeniu się ze świętymi naczyniami.
Szafka, spokrewniona stylistycznie z głównym ołtarzem, zdradza stylistyczne wpływy francuskie i być może dolnosaksońskie.

### Ołtarz św. Krzyża

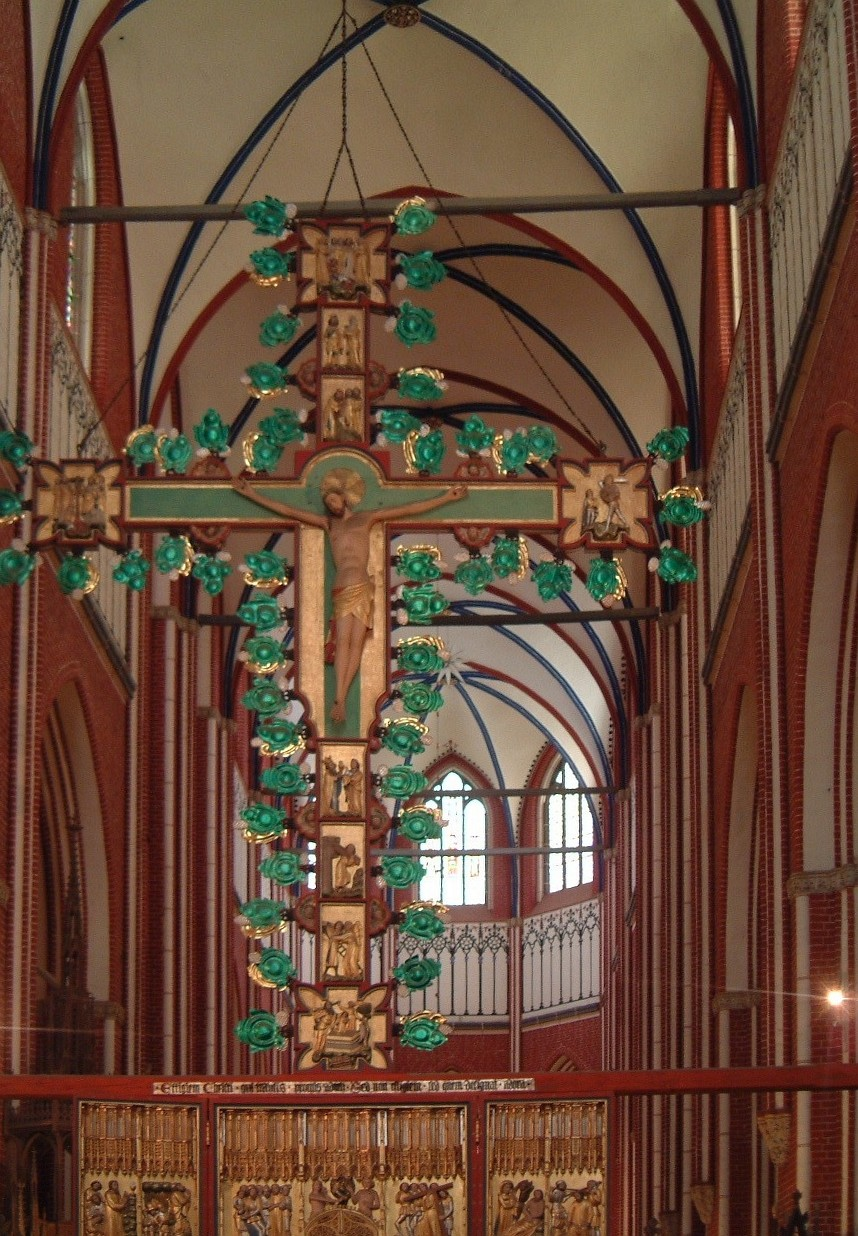
Krucyfiks triumfalny

Ołtarz z krucyfiksem znajduje się dzisiaj ponownie na swym pierwotnym miejscu między dawnym chórem zakonnym a chórem bractwa świeckiego po tym, jak przez kilka stuleci był umieszczony na zachodniej ścianie kościoła. Łączy on w sobie dwustronny ołtarz skrzydłowy z również dwustronnym, wysokim na 15 m monumentalnym krucyfiksem triumfalnym i pochodzi sprzed 1368; jest datowany na lata 1360/1370 i powstał prawdopodobnie pod wpływem jakiejś szkoły czeskiej lub południowoniemieckiej przy współpracy Mistrza Bertrama i jest uważany za najwybitniejsze dzieło swych czasów w całej Europie.
Ołtarz św. Krzyża, stanowiący niegdyś lektorium, oddzielał chór mnichów we wschodniej części kościoła od chóru bractwa świeckiego w części zachodniej.
Najważniejszą różnicą w stosunku do wcześniejszych tego typu dzieł jest stopień artystycznego odwzorowania obserwacji natury; pod tym względem ołtarz św. Krzyża stanowi punkt zwrotny w sztuce północnoniemieckiej. Na dzieło składają się: od strony zachodniej – część Chrystusowa (predella, retabulum i krucyfiks triumfalny) i od strony wschodniej – część Maryjna (relikwiarz, retabulum i kompozycja „Dobre drzewo Maryi” w formie krzyża.

#### Krucyfiks triumfalny
Krucyfiks triumfalny został uformowany w formie drzewa życia, zgodnie ze słowami Chrystusa: „Ja jestem krzewem winnym, wy – latoroślami”(J 15,5.
Przedstawianie Chrystusa w formie życiodajnego i triumfującego nad szatanem drzewa to jeden z najważniejszych symboli wiary chrześcijańskiej. W takim ujęciu krzyż oznaczający śmierć nie jest już narzędziem zadawania cierpienia ale poprzez zmartwychwstanie Chrystusa symbolem życia wiecznego.
Winne liście wokół krucyfiksu zostały odrestaurowane w 1982 z zastosowaniem średniowiecznej receptury. Wyrzeźbione z drewna dębowego liście zostały najpierw pokryte podkładem kredowym a następnie powleczone cienką powłoką metaliczną i pomalowane specjalną farbą olejną z domieszką grynszpanu.

#### Strona Chrystusowa
Przedstawione sceny biblijne na stronie Chrystusowej (od lewej): Jezus w Ogrójcu (Mt 26, 36-46), Prorok Eliasz i posłańcy króla Ochozjasza (2 Krl 1), Jezus przed Piłatem (Mt 27, 24-26), Upadek pierwszych ludzi (Rdz 3,1-5), Wyszydzanie Jezusa (Mt 27,26-30), fragm. historii Hioba (Hi 2,1-10), droga krzyżowa (Mt 27,31-32); na krucyfiksie (od dołu do góry): Abraham składający ofiarę z Izaaka (Rdz 22,9-14), walka Jakuba z aniołem (Rdz 32,23-33 i 28,11-22), Samson w Gazie (Sdz 16,1-3), Abel i Melchizedek (Rdz 4,4 i 14,18-24), Chrystus Ukrzyżowany (obraz centralny), Wyprowadzenie wody ze skały (Wj 17,1-7), Eliasz i wdowa z Sarepty (1 Krl 17,10-24), Opieczętowanie świadków (?) (Apokalipsa św. Jana 7), na lewo: wąż miedziany, na prawo: walka Dawida z Goliatem (1 Sm 17, 4 (38-51) 58). W zaokrąglonych zakończeniach ramion krzyża znajdują się głowy proroków.

#### Strona Maryjna
Biblijne sceny na stronie Maryjnej (od lewej): Zwiastowanie Maryi (Łk 1,26-38), Rozmowa Gedeona z Bogiem (Sdz 6,36-40), Narodziny Jezusa (Łk 2,6-16), Ukazanie się Boga Mojżeszowi w ognistym krzewie (Wj 3,1-8), Ofiarowanie Chrystusa w świątyni (Łk 2,22-35), Ofiarowanie Samuela (1 Sm 1,24-28), Ucieczka do Egiptu (Mt 2,13-15); na krzyżu od dołu do góry: Wyprowadzenie wody ze skały przez Mojżesza (Lb 20,1-13), Ewangelista Mateusz (jako anioł), Wywiadowcy w ziemi Kanaan (Lb 13,17-33), Judyta i Holofernes (Jdt 13), Maryja z Dzieciątkiem (obraz centralny), Estera przed królem (Est 5,1-8), ewangelista Jan (jako orzeł), Ukoronowanie Maryi (bez podkładu biblijnego), na lewo: Laska Aarona (Lb 17,16-28), ewangelista Marek (jako lew), na prawo: ewangelista Łukasz (jako byk), Użyteczność przedsionka wschodniego (Ez 44,1-3).
Podobnie jak w ołtarzu głównym sceny starotestamentowe są tu przeciwstawione nowotestamentowym – jest to swoista, rzeźbiarska Biblia Pauperum przedstawiająca typologiczne zestawienia obrazów ze Starego i Nowego Testamentu, oznaczających, iż wydarzenia zawarte w Starym Testamencie znajdują swe wyjaśnienie i rozwiązanie w Nowym. I tak np. modlący się prorok Eliasz jest podporządkowany przedstawieniu Chrystusa w Ogrójcu. W scenie grzechu pierworodnego po stronie zachodniej nastawy ołtarzowej rajska nagość postaci zasłonięta jest poprzez dwa misternie wyrzeźbione maswerkowe drzwiczki pochodzące z czasów powstania ołtarza, które przypuszczalnie były otwierane podczas uroczystości liturgicznych Wielkiej Soboty aby upamiętnić uwolnienie Adama i Ewy z otchłani.
Sceny pasyjne jak dźwiganie krzyża i włożenie korony cierniowej na głowę Chrystusa są przeciwstawione starotestamentowemu cierpieniu Hioba. Podobne założenia typologiczne dotyczą części Maryjnej ołtarza oraz monumentalnego krucyfiksu.

### Stalle
Stalle zakonne z I poł. XIV w. są zachowane w pierwotnym stanie. Ich dekorację stanowią różne symboliczne wyobrażenia zwierząt na tle ornamentów roślinnych.

### Kandelabr Maryjny
Znajdujący się w prezbiterium kandelabr Maryjny powstał ok. 1400. Wtedy ustawiono na nim starszą, późnoromańską figurę Madonny z Dzieciątkiem (z ok. 1280), która pierwotnie, ok. 1300 ustawiona została w środkowej niszy relikwiarza w głównym ołtarzu. Figurę Madonny przyozdobiono baldachimem, promienistym wieńcem, koroną i półksiężycem aby przedstawić ją jako Królową Niebios i w ten sposób podkreślić jej znaczenie. Za wzór ideowy posłużyła tu Apokalipsa według św. Jana:
Potem wielki znak ukazał się na niebie:
Niewiasta obleczona w słońce
i księżyc pod jej stopami,
a na jej głowie wieniec z gwiazd dwunastu.
(Ap 12,1)
Madonna i Dzieciątko trzymają w dłoniach mały pyksis, który niegdyś zapewne zawierał hostie.

### Pozostałe dzieła sztuki
Inne ważne dzieła sztuki znajdujące się w kościele to:
- Retabulum „Ukrzyżowanie Chrystusa” (ok. 1330)
- Retabulum z mistyczną alegorią przeistoczenia (ok. 1390)
- Ołtarz cechu młynarzy, z przedstawionym motywem młyna z okolic Rostocku i Bad Doberan[7].

### Organy
Firma Alexander Schuke Potsdam Orgelbau zbudowała w 1980 organy mające 44 głosy podzielone na 3 manuały i pedał, 3220 piszczałek oraz następującą dyspozycję:
| I Rückpositiv C– | II Hauptwerk C– | III Schwellwerk C– | Pedal C– |
| Principal 8' Gedackt 8' Quintadena 8' Rohrflöte 4' Gemshorn 2' Quinte 11/3′ Sesquialtera II Scharff IV Krummhorn 8' Tremulant | Gedackt 16' Principal 8' Rohrflöte 8' Oktave 4′ Spitzflöte 4′ Quinte 22/3′ Oktave 2’ Mixtur VI Scharff IV Trompete 16’ Trompete 8’ | Pommer 16’ Principal 8′ Spillpfeife 8′ Gambe 8’ Oktave 4’ Blockflöte 4’ Nasat 22/3′ Hohlflöte 2’ Terz 13/5′ Quinte 11/3′ Sifflöte 1’ Mixtur V Dulcian 16’ Oboe 8’ Tremulant | Principal 16´ Subbass 16’ Quinte 102/3′ Oktave 8´ Gemshorn 8´ Oktave 4´ Bauernflöte 2´ Mixtur V Posaune 16´ Trompete 8´ |

### Grobowce
Klasztor cystersów w Bad Doberan stał się w średniowieczu najważniejszym klasztorem Meklemburgii zyskując najwyższą polityczno-historyczną rangę jako miejsce pochówku miejscowych książąt. Jest tu pochowanych ok. 56 członków rodów szlacheckich, wśród nich wybrany na króla Szwecji książę Albrecht III i królowa Danii Małgorzata.
Jako pierwszy członek domu książęcego znalazł tu miejsce wiecznego spoczynku Mikołaj I meklemburski (zm. 1200 w bitwie pod Waschow), którego grobowiec znajduje się w zachowanej romańskiej części kościoła.
Przeniesienie doczesnych szczątków założyciela klasztoru księcia Przybysława z miejsca jego śmierci – Lüneburga do Doberan nastąpiło dopiero w 1219. Książę zmarł w Lüneburgu w wyniku ran odniesionych podczas turnieju rycerskiego i początkowo tam został pochowany, w kościele św. Michała.
Z najwcześniejszego okresu nie zachowały się w kościele żadne znaczące grobowce.

#### Grobowiec Małgorzaty duńskiej

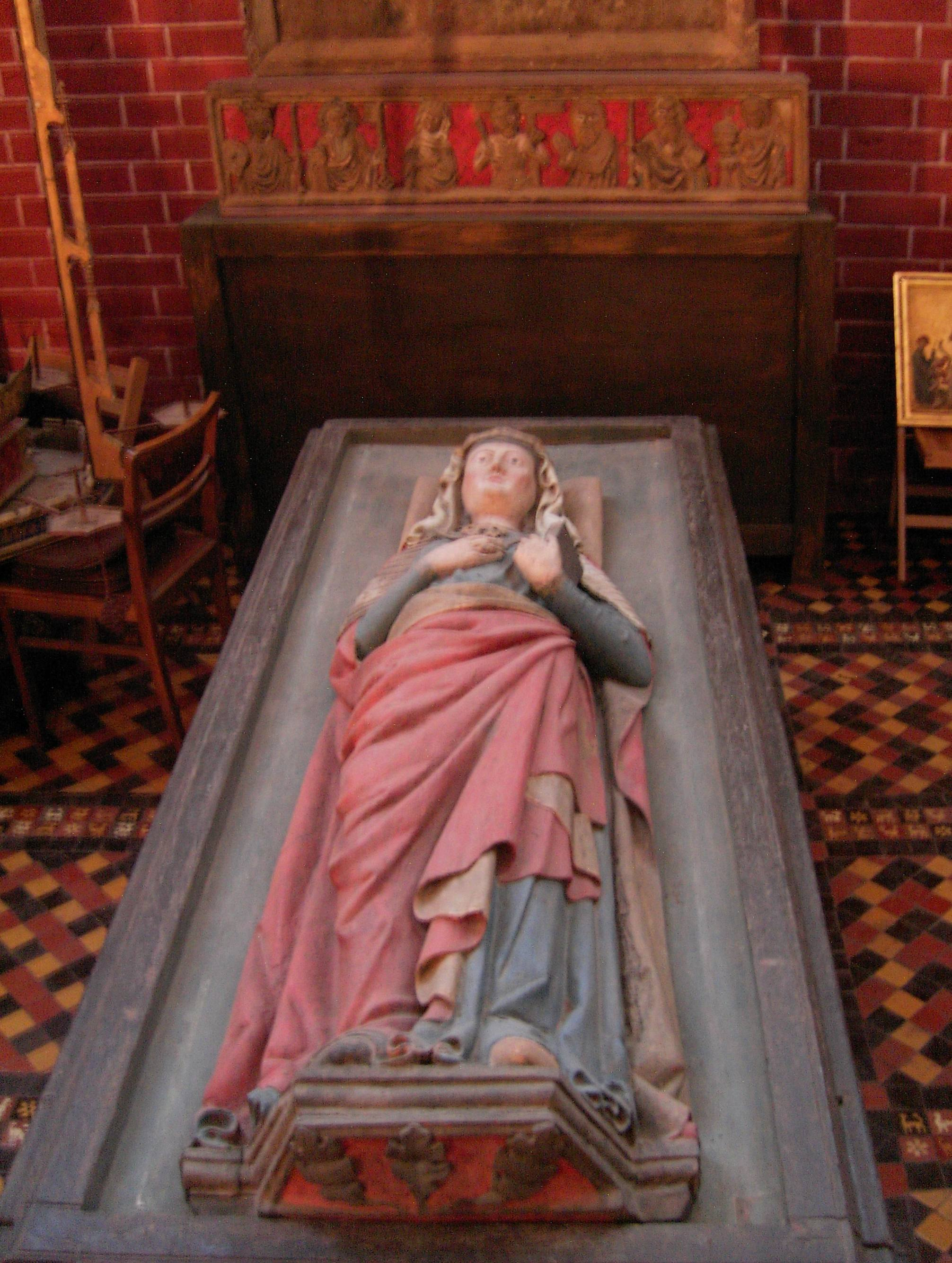
Grobowiec Margarete von Dänemark

Grobowiec wspomnianej już królowej Danii Małgorzaty (zm. 1282 w Rostocku), pokrewny stylistycznie Madonnie z kandelabru Maryjnego i ołtarzowi głównemu, jest najstarszym plastycznym grobowcem w Doberan i całej Meklemburgii. Grobowiec znajduje się w jednej z kaplic w obejściu prezbiterium. Pełnoplastyczna rzeźba w drewnie dębowym ukazuje królową w długim, zielonym gieźle z wąskimi rękawami, z górną częścią ściągniętą pasem i czerwonym, pofałdowanym płaszczu spowijającym ciało. Szyję i piersi przykrywa ozdobny, ciemnobrązowy szal. Głowa i szyja królowej opięte są mocno przylegającym, trójkątnym czepcem. Na luźno zarzuconej chuście królowa nosi koronę.
Małgorzata spędziła dzieciństwo na dworze swego ojca Sambora II. Po 11 latach małżeństwa z Krzysztofem I, gdy na tron wstąpił ich niepełnoletni Eryk Glipping, Małgorzata sprawowała w jego imieniu faktyczną władzę. Musiała w tym czasie zmagać się z przeciwnikami ze strony szlachty i kościoła. Ponieważ pozycja Eryka jako króla była ciągle zagrożona, ok. 1262 Małgorzata udała się w podróż do Rzymu i tam uzyskała zgodę papieża na dziedziczenie tronu duńskiego przez kobiety. Z podróży tej przywiozła ponadto relikwie, wśród nich monstrancję z kawałkiem drzewa Krzyża św., którą miała zamiar ofiarować klasztorowi św. Krzyża sióstr cysterek w Rostocku, gdzie chciała spędzić resztę życia i znaleźć miejsce wiecznego spoczynku.
Planowała też ufundowanie klasztoru w Danii, ale na drodze temu zamierzeniu stanęła miejscowa opozycja polityczna. Królowa ostatecznie zmarła w Rostocku w 1282. Nie jest do końca jasne, dlaczego spoczęła w Doberan. Prawdopodobnie sytuacja budowlana w Rostocku nie była jeszcze odpowiednia co do jej pogrzebu. Dlatego nawiązała kontakty z klasztorem w Doberan, żeby tu być pochowaną. Jako kobieta majętna, poparła być może swoje zabiegi jakąś fundacją na rzecz klasztoru. Kolejny związek z Doberan ustanowił wuj Małgorzaty, Mikołaj I, hrabia Werle, za którego rządów został zbudowany pierwszy kościół w Doberan.

#### Pozostałe grobowce

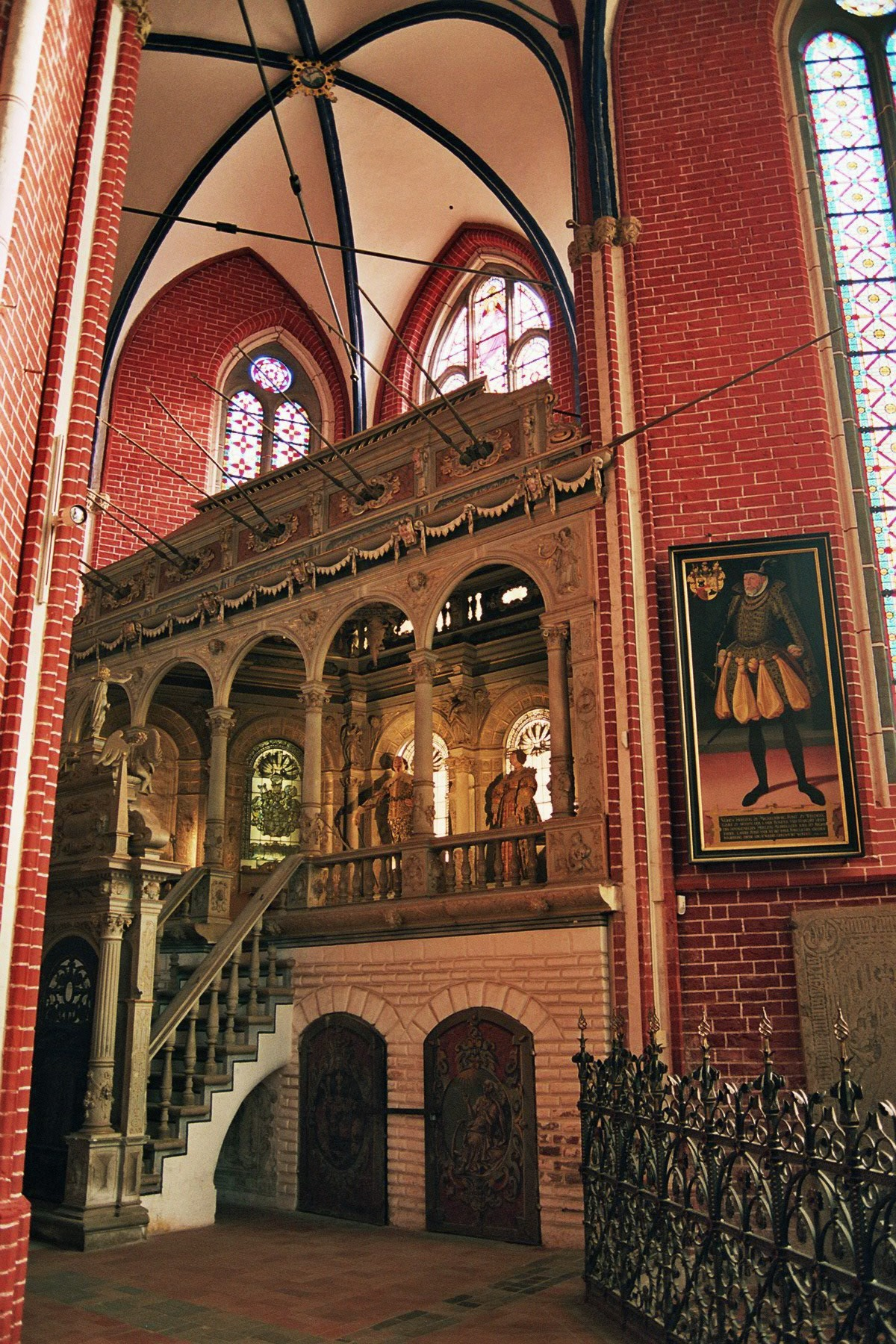
Mauzoleum księcia Adolfa Friedricha I Meklemburskiego i jego małżonki Anny Marii

Spośród wielu grobowców znajdujących się w kościele na wymienienie zasługują:
- Płyta nagrobna założyciela klasztoru księcia Przybysława w północnym ramieniu transeptu (XIX w.)
- Osobliwa budowla w kształcie ośmiokąta, ustanowiona przypuszczalnie jako miejsce pochówku księcia Albrechta II Meklemburskiego, który został podniesiony do godności księcia przez cesarza Karola IV. Ok. 1422 pomiędzy filarami budowli umieszczono wyobrażenia kolejnych książąt meklemburskich.
- Podwójny grobowiec króla Szwecji Albrechta Meklemburskiego (zm. 1412) i jego pierwszej małżonki Richardis von Schwerin (zm. 1377), pochodzący przypuszczalnie z ok. 1390.
- Posągi trzech książąt meklemburskich z początku XVI w. przy filarach w obejściu prezbiterium.
- Pomnik rycerski Samuela von Behrs (zm. 1621) w jednej z kaplic po stronie północnej.
- Mauzoleum księcia Adolfa Fryderyka I i jego małżonki Anny Marii w kaplicy Achskapelle.
- Liczne grobowce opatów, i przedstawicieli miejscowej szlachty (Peter Wise, ród von Axkow) zachowane w dobrym stanie.
- Sarkofag wielkiego księcia Fryderyka Franciszka I w północno-zachodniej części kościoła.

### Urządzenia cywilne
Wewnątrz sygnaturki, na wysokości dzwonów zainstalowano szereg urządzeń do transmisji radiowych i przekazu GSM wraz z antenami, niewidocznymi z zewnątrz. Tym samym sygnaturka stała się największą stacją przekaźnikową w regionie Bad Doberan.